# 2091 Sampo
2091 Sampo је астероид главног астероидног појаса са пречником од приближно 30,48 .
Афел астероида је на удаљености од 3,204 астрономских јединица (АЈ) од Сунца, а перихел на 2,818 АЈ.
Ексцентрицитет орбите износи 0,064, инклинација (нагиб) орбите у односу на раван еклиптике 11,373 степени, а орбитални период износи 1908,608 дана (5,225 година).
Апсолутна магнитуда астероида је 10,20 а геометријски албедо 0,158.
Астероид је откривен . 1978. године.